# Trận Spotsylvania Court House
Trận Spotsylvania Court House, đôi khi được gọi đơn giản là Trận Spotsylvania (hay Spottsylvania như hồi thế kỷ 19), là trận đánh lớn lần thứ hai trong chiến dịch Overland do trung tướng Ulysses S. Grant tiến hành năm 1864 thời Nội chiến Hoa Kỳ. Sau trận chiến đẫm máu bất phân thắng bại tại Wilderness, quân đội miền Bắc của Grant đã tránh đội quân miền Nam của tướng Robert E. Lee để di chuyển về phía đông nam, với hy vọng dụ Lee vào một trận chiến khác mà họ có nhiều lợi thế hơn. Tướng Lee liền cho quân tấn công quân miền Bắc tại giao lộ trọng yếu Spotsylvania Court House và bắt đầu đào hào cố thủ tại đây. Chiến sự tiếp diễn từ ngày 8 tháng 5 đến 21 tháng 5 năm 1864, khi Grant cố gắng bằng nhiều phương án khác nhau để phá vỡ phòng tuyến của miền Nam. Cuối cùng, trận đánh bất phân thắng bại về chiến thuật, với thương vong lên đến gần 32.000 cho cả hai bên, và đây là trận chiến đẫm máu nhất trong toàn chiến dịch.
Ngày 8 tháng 5, các thiếu tướng Gouverneur K. Warren và John Sedgwick của miền Bắc đã cố gắng đánh bật quân miền Nam do thiếu tướng Richard H. Anderson chỉ huy ra khỏi Laurel Hill, vị trí án ngữ đường tiến vào Spotsylvania Court House, nhưng không thành công. Đến ngày 10 tháng 5, Grant lại ra lệnh tấn công tuyến công sự dài hơn 6,5 km của miền Nam, trong đó có một khúc lồi gọi là "Móng La" (Mule Shoe). Dù quân miền Bắc không chiếm được Laurel Hill, nhưng những nỗ lực tấn công sáng tạo của thiếu tá Emory Upton tại "Móng La" đã đem lại một số hứa hẹn.
Grant áp dụng kỹ thuật tấn công này trên quy mô lớn từ ngày 12 tháng 5 khi ông ra lệnh tung 15.000 trong quân đoàn của thiếu tướng Winfield S. Hancock công kích tại "Móng La". Hancock lúc đầu có thu được thành công, nhưng bộ chỉ huy miền Nam sau đó đã củng cố lại và đánh lui được cuộc đột nhập. Tại rìa phía tây của "Móng La", thiếu tướng Horatio G. Wright cũng tấn công tại một vị trí nổi tiếng với cái tên "Khúc đẫm máu" (Bloody Angle), trong một cuộc chiến giáp lá cà dữ dội kéo dài gần 24 tiếng đồng hồ, ác liệt nhất của cuộc Nội chiến. Các cuộc tấn công yểm trợ khác của miền Bắc do Warren và Ambrose Burnside tiến hành đều đã không thành công.
Grant đã bố trí lại trận tuyến của mình trong một cố gắng khác nhằm được giao chiến với Lee trong những điều kiện thuận lợi hơn và mở đợt tấn công cuối cùng do Hancock chỉ huy vào ngày 18 tháng 5, nhưng không thu được mấy tiến triển. Một cuộc trinh sát có hỏa lực của trung tướng miền Nam Richard S. Ewell tại đồn điền Harris trong ngày 19 tháng 5 đã bị thất bại vô ích với tổn thất lớn. Ngày 21 tháng 5, Grant lại tránh giao chiến để bắt đầu một cuộc hành binh khác tiến theo hướng đông nam nhằm bọc đánh sườn phải của Lee, và chiến dịch Overland tiếp tục để dẫn đến trận Bắc Anna vào cuối tháng 5 năm 1864.